# Ђачка књижица
Ђачка књижица је званични документ у коме се уносе лични подаци ученика и подаци о успеху и владању на крају првог и другог полугодишта сваког разреда. Податке уносе учитељи или наставници, они се на крају сваког полугодишта и потписују и ставља се печат школе.

## Врсте ђачких књижица
- Ђачка књижица први циклус за ученике од првог до четвртог разреда основне школе
- Ђачка књижица други циклус за ученике од петог до осмог разреда
- Ђачка књижица за основно музичко образовање
- Ђачка књижица за основно балетско образовање
- Ђачке књижице за средњу школу

Ђачке књижице за основну школу се састоји од два документа који се купују на почетку школовања, једна књижица у првом разреду основног образовања, за период од првог до четвртог разреда, а друга на почетку похађања виших разреда основне школе – од петог разреда па до осмог разреда.